# Lars Fredborg

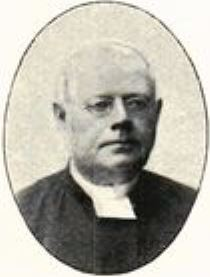
Lars Fredborg.

Lars Fredborg, född 10 augusti 1842 i Bollnäs socken, Gävleborgs län, död 11 februari 1912 i Delsbo församling, Gävleborgs län, var en svensk präst. Han var farfar till Arvid Fredborg.
Fredborg blev student vid Uppsala universitet 1862 och prästvigdes 1864. Han blev komminister i Delsbo församling 1868, var folkskoleinspektör 1874 och 1875, blev kyrkoherde i Ovanåkers församling 1875, kyrkoherde i Delsbo församling 1891 och kontraktsprost i Hälsinglands norra nedre kontrakt 1899. Fredborg var inspektor för Hudiksvalls högre allmänna läroverk från 1904. Han utgav Några ord om presterlig sjukvård (1873) samt predikningar. Fredborg blev ledamot av Vasaorden 1897. Han vilar på Delsbo kyrkogård.